# Кампо (Южная Корсика)
Кампо (фр. Campo, корс. Campu) — коммуна во Франции, находится в регионе Корсика. Департамент коммуны — Южная Корсика. Входит в состав кантона Тараво-Орнано. Округ коммуны — Аяччо.
Код INSEE коммуны — 2A056.

## Население
Население коммуны на 2008 год составляло 77 человек.
| 1962 | 1968 | 1975 | 1982 | 1990 | 1999 | 2008 |
| ---- | ---- | ---- | ---- | ---- | ---- | ---- |
| 134  | 140  | 130  | 56   | 65   | 77   | 77   |

## Экономика
В 2007 году среди 47 человек в трудоспособном возрасте (15—64 лет) 31 были экономически активными, 16 — неактивными (показатель активности — 66,0 %, в 1999 году было 71,7 %). Из 31 активных работали 28 человек (16 мужчин и 12 женщин), безработных было 3 (2 мужчины и 1 женщина). Среди 16 неактивных 2 человека были учениками или студентами, 9 — пенсионерами, 5 были неактивными по другим причинам.